# Prisión de Bredtveit

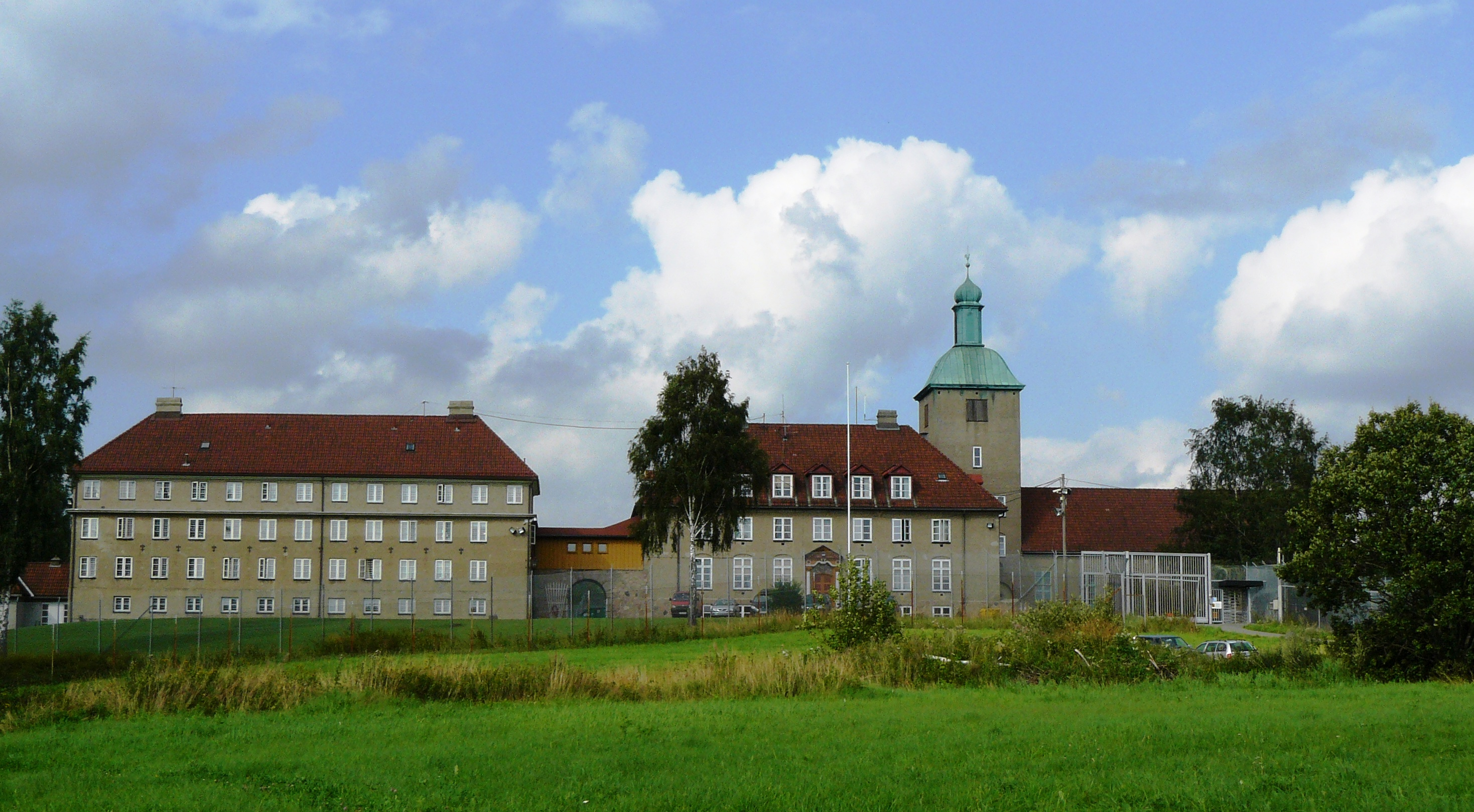
Prisión de Bredtveit vista desde fuera.

El campo de concentración de Bredtvet (en noruego, Bredtveit fengsel, forvarings- og sikringsanstalt) es una prisión en Bredtvet, Oslo, Noruega. Durante la Segunda Guerra Mundial, fue un campo de concentración regentado por las autoridades nazis en la Noruega ocupada. 

## Antes de la Segunda Guerra Mundial
Se originó en la granja de Bredtvet como lærehjem para muchachos, fue erigido en 1918 y estuvo en uso desde 1919 hasta 1923. En 1923 el Estado asumió la propiedad de lærehjem Det Norske-og verneforbund. En 1929 se decidió convertir la propiedad en un centro de juveniles con la enseñanza de habilidades de trabajo, la luz verde fue dada en 1939. En 1923, el Estado tomó el control de la propiedad de Det norske lærehjem- og verneforbund. En 1929, se decidió convertir la propiedad en un centro juvenil que incluía la enseñanza de oficios, pero el proyecto recién fue aprobado en 1939. Al final, el plan no se materializó, dado que la construcción de las instalaciones fue detenida por el estallido de la guerra.

## Campo de concentración
En 1940, Noruega fue invadida y ocupada por la Alemania Nazi. Desde 1941, el partido fascista Nasjonal Samling en apoyo de las tropas nazis utilizó Bredtvet como una prisión política. Era similar al campo de concentración de Falstad, en el propósito original de las instalaciones.
Entre las personas encarceladas en Bredtvet durante la guerra, se encontraron varios académicos arrestados durante la intervención represiva a la Universidad de Oslo en octubre de 1943: Johan Christian Schreiner, Odd Hassel, Ragnar Frisch, Johannes Andenæs, Carl Jacob Arnholm, Bjørn Føyn, Eiliv Skard, Harald K. Schjelderup y Anatol Heintz. También albergó a un grupo de prisioneros judíos que llegaron a Oslo después de la partida del SS Donau y que abandonaron Bredtvet el 24 de febrero de 1943 para ser trasladados a Auschwitz el día siguiente. Entre el personal del campo se encontró el médico Hans Eng.

## Después de la Segunda Guerra Mundial
En 1945, cuando la guerra había terminado, Bredtveit fue utilizada como prisión para mujeres que esperaban juicio por colaboracionismo, como parte de la purga legal en Noruega después de la Segunda Guerra Mundial. Más tarde, la política Aaslaug Aasland fungió como directora de la prisión.
A partir de 1949, funcionó como una prisión femenina en general, que incluyó unas instalaciones para trabajo forzado. En 1970, el trabajo forzado dejó de existir en Noruega, por lo que la prisión cambió su nombre a Bredtveit fengsel og sikringsanstalt. Actualmente, es una de las tres prisiones de mujeres en Noruega, siendo las otras Sandefjord y Ravneberget. Tiene una capacidad de 54 reclusas.
Entre las personas famosas encarceladas en Bredtveit después de la guerra se encuentran Veronica Orderud y Kristin Kirkemo.